# Monument à Goethals
Le Monument à la mémoire de George W. Goethals ou monument à Goethals, à Panama, en République du Panama, a été construit en hommage à George Washington Goethals, ingénieur en chef du Canal de Panama et général de l'Armée de terre des États-Unis. Il fut aussi ingénieur de l'État du New Jersey, et quartier-maître général de l'Armée lors de la Première Guerre mondiale.
Le monument se trouve sur l'avenue Morgan, au pied de l'édifice de l'Autorité du canal de Panama (en espagnol : Edificio de la administración del Canal de Panamá) à Balboa, un district de la ville de Panama, en République du Panama. Une vidéo montre le monument pour les 100 ans du Canal. 

## Description

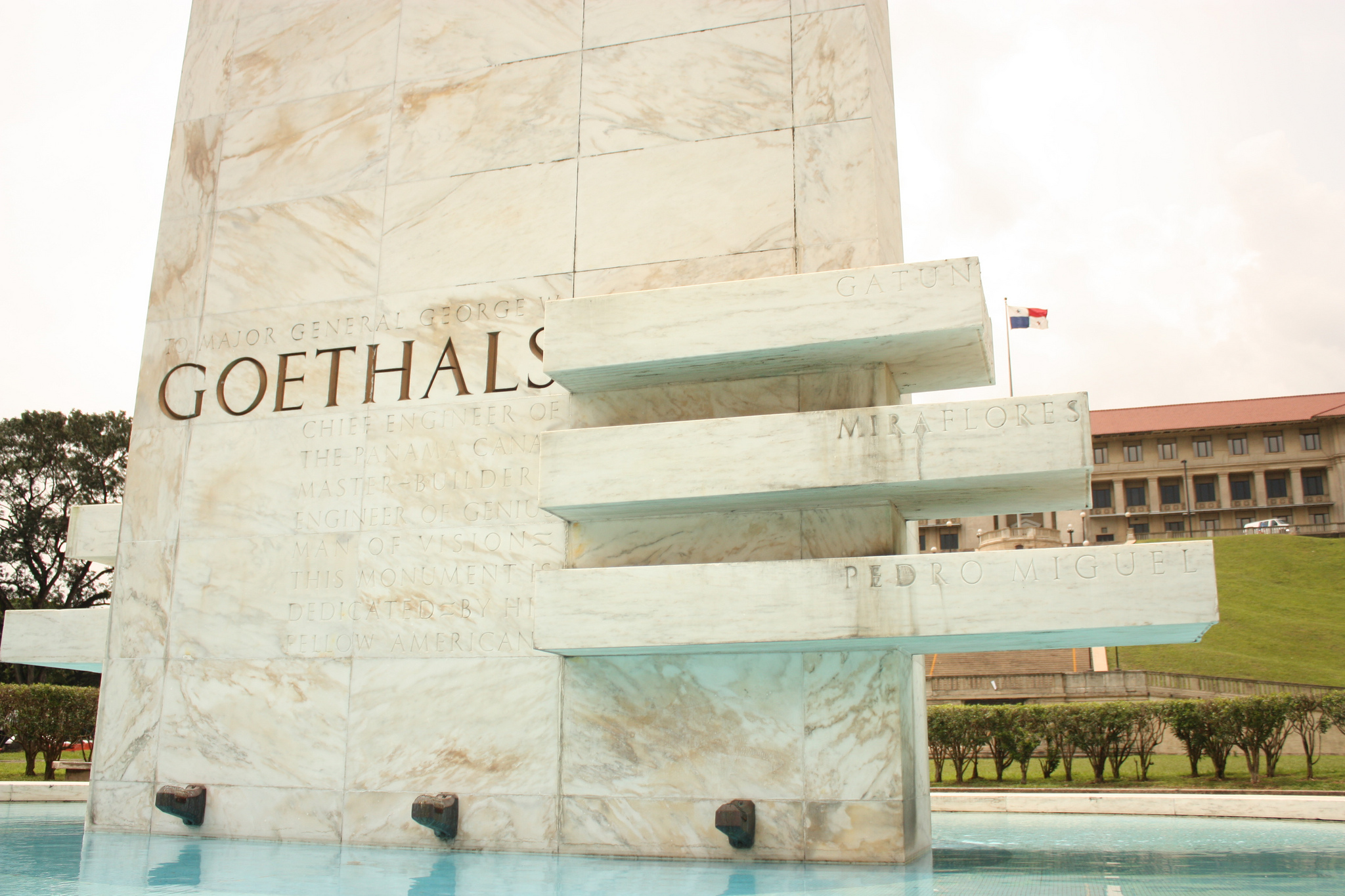
Inscription du Monument à Goethals.

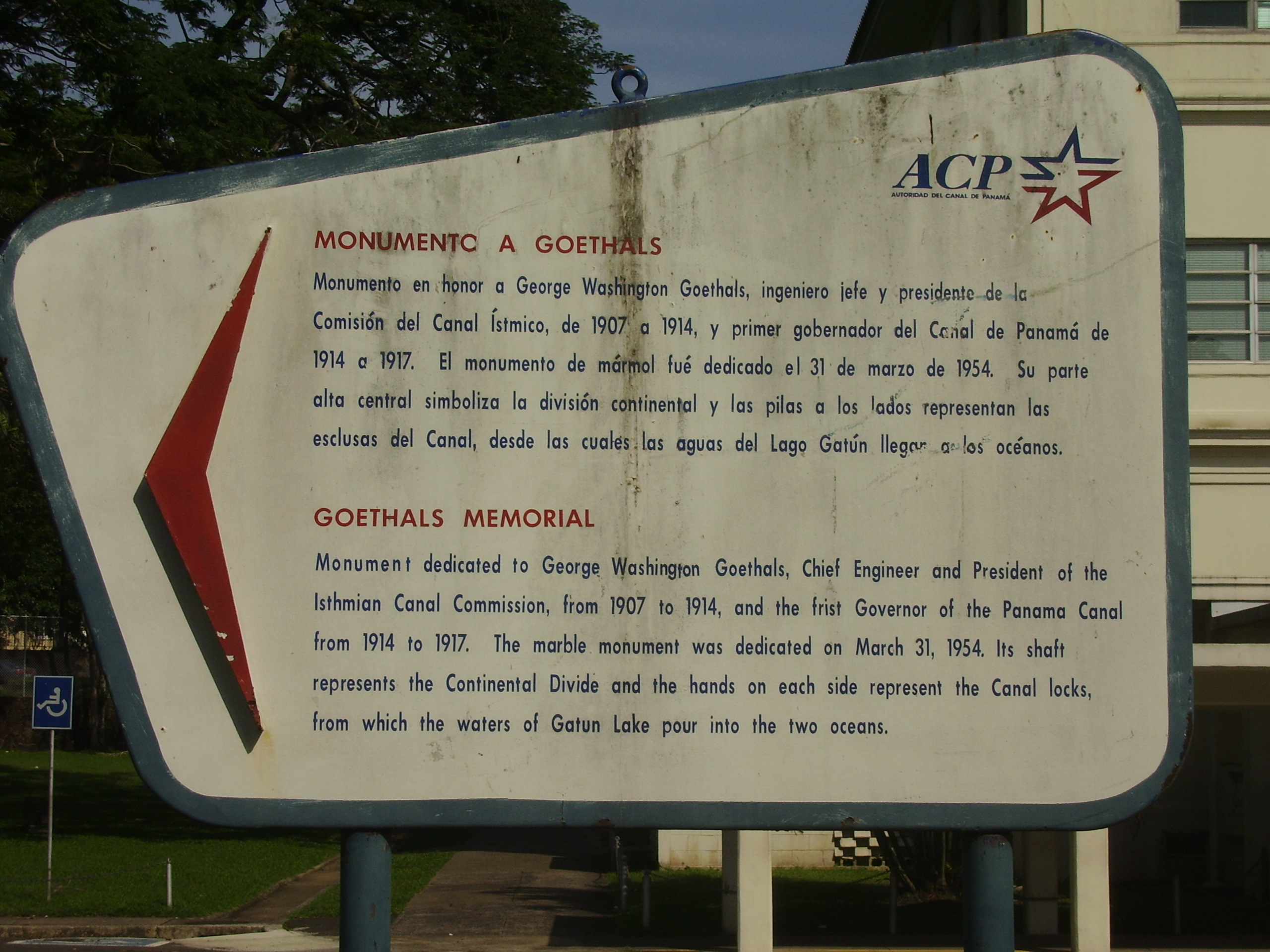
Information du monument à Goethals.

Il a été dessiné par l'architecte Alfred P. Shaw, et construit par l'entreprise Constructora Martinez S.A. du Panama.
Le monument en marbre blanc du Vermont présente une colonne centrale représentant la ligne continentale de partage des eaux (en anglais : Continental Divide ou Great Divide) et trois fontaines horizontales représentent les écluses du Canal, depuis lesquelles les eaux du Lac Gatún se déversent dans les océans.
Le monument (situé aux coordonnées géographiques 8°57′31″N 79°33′20″W), a été inauguré le 31 mars 1954. 
Le monument porte l'inscription :
Al mayor general George W. Goethals Ingeniero Jefe del Canal de Panamá Maestro~constructo ingeniero genial hombre de visión. Este monumento es dedicado≈por sus compatriotas
(en français : Au major général George W. Goethals, ingénieur en chef du Canal de Panama, maître bâtisseur, ingénieur génial et visionnaire, ce monument est dédié par ses compatriotes).